# Alchemilla lainzii
Alchemilla lainzii é uma espécie de rosácea do gênero Alchemilla, pertencente à família Rosaceae.